# Moch
Moch är en ö i Mikronesiska federationen.   Den ligger i kommunen Moch Municipality och delstaten Chuuk, i den västra delen av landet, 500 km väster om huvudstaden Palikir.